# Giovanni Gentile
Giovanni Gentile (Castelvetrano, 1875. május 30. – Firenze, 1944. április 15.) olasz pedagógus, filozófus, nevelési tudós, közoktatási politikus.

## Élete
A Pisa városában található Scuola Normale Superiore nevű iskolában folytatott filozófiával, pedagógiával, valamint történelemmel foglalkozó tanulmányokat, és szerzett tanári oklevelet. 1903-tól a Nápolyi II. Frigyes Egyetem magántanára, majd ezután 1907-től a palermói, 1914-től a pisai, 1928-tól a római egyetem professzora, később, 1922 és 1924 között Benito Mussolini fasiszta politikus minisztere, majd a köznevelési tanács elnöke lett.
Filozófiai munkásságában Immanuel Kant és a német idealizmus követőjévé vált. Pedagógiájára nagyon erősen hatott az értékelmélet.

## Művei
Főbb művei a következők:
- Sistema di logica come teoria di conoscere, 1917
- Sommario di Pedagogia come scienza di filosofia, Milánó, 1913–1914
- La riforma della scuola in Italia, Milánó, 1932